# Kärrtaggfoting
Kärrtaggfoting (Zora armillata) är en spindelart som beskrevs av Simon 1878. Kärrtaggfoting ingår i släktet Zora och familjen taggfotsspindlar. Enligt den svenska rödlistan är arten nära hotad i Sverige. Arten förekommer på Gotland, Öland, Götaland och Svealand. Artens livsmiljö är våtmarker. Inga underarter finns listade i Catalogue of Life.